# Cato Hill Historic District

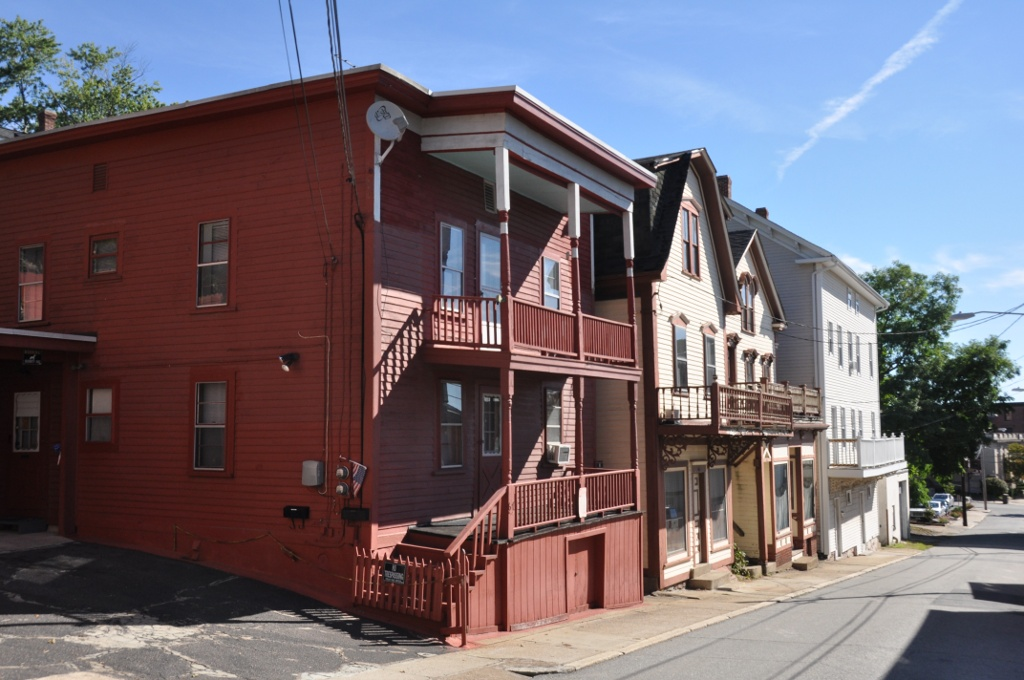
Widok na Cato Street.

Cato Hill Historic District – historyczna dzielnica mieszkaniowa w centrum Woonsocket. Składa się z Church Street i Cato Street oraz przecinających je ulic (Clarkin Lane i Boyden Street). Obszar położony jest na wzgórzu, tuż nad śródmieściem Woonsocket. Jest gęsto zaludnionym obszarem, zbudowanym głównie w latach 1838-1875. Cato Hill zostało nazwane na cześć Cato Aldricha, Afroamerykanina, który zakupił ziemię od założyciela Woonsocket.
W 1976 dzielnica została wpisana do National Register of Historic Places.